# Мотажево
Мотажево (пол. Motarzewo, нім. Wallbruch) — село в Польщі, у гміні Чаплінек Дравського повіту Західнопоморського воєводства.
У 1975-1998 роках село належало до Кошалінського воєводства.